# Colin Dale
Colin Dale (nascida em 31 de outubro de 1975) é uma atriz inglesa. Dale nasceu em Slough, Berkshire, Reino Unido.

## Filmografia
| Ano  | Título               | Papel        |
| 1987 | Esperança e Glória   |              |
| 1988 | Just Ask for Diamond | Nick Diamond |
| 1991 | The Diamond Brothers | Nick Diamond |